# Edward Donovan
Pour les articles homonymes, voir Donovan.
Edward Donovan est un zoologiste amateur, un voyageur et un auteur irlandais, né en 1768 à Cork et mort en 1837.
Il est le fondateur du London Museum and Institute of Natural History qui abrite sa très importante collection d’histoire naturelle. Celle-ci est vendue aux enchères en 1817. Il fait notamment paraître Natural History of British Birds (1792-1797), Natural History of British Insects (1792-1813) et Natural History of British Fishes (1802-1808). Ses publications les plus connues sont An Epitome of the Natural History of the Insects of China (1798) et An Epitome of the Natural History of the Insects of India (1800).

## Source
- (en) Cet article est partiellement ou en totalité issu de l’article de Wikipédia en anglais intitulé « Edward Donovan » (voir la liste des auteurs) (version du 29 juin 2006).

## Note
1. ↑  Titre complet : An Epitome of the Natural History of the insects of India, and the islands in the Indian Seas: Comprising upwards to two hundred and fifty figures and descriptions of the most singular and beautiful species, selected chiefly from those recently discovered, and which have not appeared in the works of any preceding author. The figures are accurately drawn, engraved, and coloured, from specimens of the insects; the descriptions are arranged according to the system of Linnaeus; with references to the writings of Fabricius, and other systematic authors, T. Bensley, Londres.